# Korabl-Sputnik-5
A Korabl-Sputnik 5 foi a oitava e última missão do Programa Sputnik, que decolou do Cosmódromo de Baikonur em 25 de março de 1961, levando a bordo um cachorro chamado Zvezdochka.
Esta missão usou uma espaçonave Vostok e foi lançada usando um padrão de órbita que permitisse o envio de humanos ao espaço.